# Diursó
Diursó - Дюрсо (rus) - és un khútor, un poble, del krai de Krasnodar, a Rússia. Es troba a la costa de la península d'Abrau, a 17 km al sud-oest de Novorossiïsk i a 119 km al sud-oest de Krasnodar, la capital.
Pertany al municipi d'Abrau-Diursó.